# Норчук Олександр Федорович
Олександр Норчук (нар. 26 березня 1978, Львів, УРСР) — український кіно-, теле- та театральний актор, Заслужений артист України.

## Життєпис
Олександр Норчук народився 26 березня 1978 року у Львові.
У 1999 році закінчив Київський державний інститут театрального мистецтва імені Івана Карпенка-Карого, курс Ірини Молостової та Юрія Висоцького.
Актор Національного академічного драматичного театру імені Марії Заньковецької.

## Доробок

### У театрі
Національний академічний український драматичний театр імені Марії Заньковецької
- «Блакитна троянда» Леся Українка — Сергій Петрович Милевський;
- «Пані міністрова» Бранислав Нушич — Риста Тодорович;
- «Полліанна» Елеонор Портер — Томас Чилтон;
- «Візит літньої пані» Фрідріх Дюрренматт — Робі;
- «Віяло леді Віндермір» Оскар Вайльд — Лорд Віндермір;
- «Небилиці про Івана, знайдені в мальованій скрині з написами» Іван Миколайчук — Багач;
- «Гамлет у гострому соусі» Альдо Ніколаї — Лаерт;
- «Івасик Телесик» Орест Огородник — Батько;
- «Гуцулка Ксеня» Ярослав Барнич — Семен;
- «Державна зрада» Рей Лапіка — Тарас Шевченко/Опанас Маркович/Гонта;
- «Дама з камеліями» Олександр Дюма-син — Пан де Варвіль;
- «Неаполь-місто попелюшок» Надія Ковалик — Максим;
- «Ісус, син Бога живого» Василь Босович — Андрій;
- «Криза» Орест Огородник — Роман;
- «Невольник» Тарас Шевченко — Степан;
- «Сільва» Імре Кальман — Ренсдорф, ротмістр;
- «Сто тисяч» Іван Карпенко-Карий — Роман;
- «Троє товаришів» Еріх Марія Ремарк — Пекар;
- «У. Б. Н. (Український буржуазний націоналіст)» Галина Тельнюк — Охоронці-санітари;
- «Суботня вечеря» Шолом-Алейхем — Тев'є-молочник;
- «Пропала грамота» Микола Гоголь — Диявол;
- «Мина Мазайло» Микола Куліш — Губа;
- «Назар Стодоля» Тарас Шевченко — Гнат Карий;
- «Варшавська мелодія» Леонід Зорін — Віктор;
- «Венера в хутрі» Леопольд фон Захер-Мазох — Алексіс;
- «Завчасна паморозь» Райнер Марія Рільке — Мерцен;
- «Останній гречкосій» Орест Огородник — Вазгєн;
- «Ярославна — королева Франції» Валентин Соколовський — Рауль, граф;
- «Циліндр» Едуардо Де Філіппо — Родольфо;
- «Симфонія сльози» Юрій Косач — Лука Гнатович;
- «Безодня» Орест Огородник — Саша;
- «Різдвяна ніч» Михайло Старицький (за Миколою Гоголем) — Корній Чуб;
- «Голий король» Євген Шварц — Міністр ніжних почувань;
- «Украдене щастя» Іван Франко — Михайло Гурман, жандарм;
- «Труффальдіно з Бергамо» Карло Ґольдоні — Флоріндо Аретузі;
- «Марія Заньковецька» Іван Рябокляч — Марко Кропивницький;
- «Мріє, не зрадь» Леся Українка — Принц;
- «Доки сонце зійде, роса очі виїсть» Марко Кропивницький — Степан;
- «Політ над гніздом зозулі» Кен Кізі, Дейл Вассерман — санітар Вільямс;
- «Івона, принцеса Бургундська» Вітольд Ґомбрович — Принц;
- «Мила моя, люба моя» Орест Огородник — Ігор;
- «Микита кожумяка» Олександр Олесь — син;
- «Анатоль» Артур Шніцлер — Анатоль;
- «Любий друг» Гі де Мопассан — Жак Ріваль;
- «Оргія» Леся Українка — Антей;
- «Запрошення в замок» Жан Ануй — Патріс Бобей;
- «Хитра вдовичка» Карло Ґольдоні — дон Альваро;
- «Хелемські мудреці» Мойше Гершензон — Реб Нусе;
- «Ой радуйся, земле» — колядник;
- «Шаріка» Ярослав Барнич — січові стрільці, Богдан Сухоніс;
- «Житейське море» Іван Карпенко-Карий — Банітов;
- «У неділю рано зілля копала...» Ольга Кобилянська — Гриць, парубок;
- «Пітер Пен» Джеймс Баррі — капітан Гак;
- «Хоробрий півник» Наталя Забіла, Борис Яновський — пес Пірат;
- «Андрей» Валерій Герасимчук — офіцер білий;
- «Криваве весілля» Федеріко Гарсія Лорка — Наречений;
- «Сава Чалий» Іван Карпенко-Карий — Сава;
- «Валентин і Валентина» Михайло Рощин — Володя;
- «Комедіанти» Аурел Баранґа — Михок;
- «Два дні... Дві ночі...» Богдан Ревкевич за В. Шекспіром — Порох;
- «Любов і сльози» Олександр Мордань — Губа.

### У кіно
- 2020 - «Екс»; — селянин; реж. Сергій Лисенко
- 2018 - «Шляхетні волоцюги»; -гробар; реж. Олександр Березань
- 2017 — «Черговий лікар» — Олег Добривечір[1]
- 2014 — «Вовче сонце» — Міхай
- 2013 — «Історія однієї криївки» — Іскра
- 2013 — «Петро Лєщенко. Все, що було…»; — бомж